# Vallø Slot
Vallø er en gammel hovedgård, som nævnes første gang i 1256. Gården ligger i Valløby Sogn, Bjæverskov Herred, Region Sjælland, Stevns Kommune. Hovedbygningen er opført i 1580-1586 af fru Mette Rosenkrantz, tilbygget i 1610-1640, ombygget i 1721 ved J.C. Krieger, igen tilbygget i 1735-1738 ved Laurids de Thurah, atter tilbygget i 1765 ved G.D. Anthon og istandsat ved Theodor Zeltner i 1863-1866.
I 1893 nedbrændte slottet på grund af et uheld med et stearinlys. Det blev genopført i 1894-1904 ved Hans J. Holm. Da murene kunne genanvendes, fremstår slottet udefra stort set i sin gamle skikkelse.
Godset blev 1737 gjort til et adeligt jomfrukloster af dronning Sophie Magdalene.
Vallø Gods er på 4.109 hektar med Billesborg, Gunderup, Lellingegård, Ny Lellingegård og Grubberholm.
I Olsen-banden ser rødt fra 1976 bruges slottet som lensbaron Ulrik Christian Frederik Løvenvolds slot "Borreholm".

## Ejere af Vallø
| (1256-1280) | Eskild Falk Krage                                                        | Eskild Falk Krage                                                         |
| (1280-1338) | Bo Eskildsen Falk                                                        | Bo Eskildsen Falk                                                         |
| (1338-1345) | Eskild Falk Krage                                                        | Eskild Falk Krage                                                         |
| (1345-1360) | Bo Eskildsen Falk                                                        | Bo Eskildsen Falk                                                         |
| (1360-1387) | Eskild Falk Krage                                                        | Eskild Falk Krage                                                         |
| (1387-1395) | Christine Evertsdatter Moltke gift Krage                                 | Christine Evertsdatter Moltke gift Krage                                  |
| (1395-1405) | Jens Eskildsen Falk                                                      | Jens Eskildsen Falk                                                       |
| (1405-1407) | Birgitte Abrahamsdatter Baad gift Falk                                   | Birgitte Abrahamsdatter Baad gift Falk                                    |
| (1407-1409) | Kirsten Jensdatter Falk gift Podebusk / Karen Jensdatter Falk gift Thott | Kirsten Jensdatter Falk gift Podebusk / Karen Jensdatter Falk gift Thott  |
| (1409-1421) | Hans Henningsen Podebusk / Axel Pedersen Thott                           | Hans Henningsen Podebusk / Axel Pedersen Thott                            |
| (1421-1467) | Hans Henningsen Podebusk / Oluf Axelsen Thott                            | Hans Henningsen Podebusk / Oluf Axelsen Thott                             |
| (1467-1475) | Christian 1. / Slægten Podebusk                                          | Christian 1. / Slægten Podebusk                                           |
| (1475-1481) | Christian 1. / Anne Jensdatter Thott                                     | Christian 1. / Anne Jensdatter Thott                                      |
| (1481-1511) | Hans / Slægten Thott                                                     | Hans / Slægten Thott                                                      |
| (1511-1516) | Christian 2. / Niels Eriksen Rosenkrantz                                 | Christian 2. / Niels Eriksen Rosenkrantz                                  |
| (1516-1523) | Christian 2. / Oluf Nielsen Rosenkrantz                                  | Christian 2. / Oluf Nielsen Rosenkrantz                                   |
| (1523-1545) | Oluf Nielsen Rosenkrantz                                                 | Oluf Nielsen Rosenkrantz                                                  |
| (1545-1554) | Ida Munk Lange gift Rosenkrantz                                          | Ida Munk Lange gift Rosenkrantz                                           |
| (1554)      | Birgitte Olufsdatter Rosenkrantz gift Bille (Øster Vallø)                | Mette Olufsdatter Rosenkrantz gift (1) Rosensparre (2) Oxe (Vester Vallø) |
| (1554-1565) | Peder Bille (Øster Vallø)                                                | Steen Jensen Rosensparre (Vester Vallø)                                   |
| (1565-1567) | Peder Bille (Øster Vallø)                                                | Mette Olufsdatter Rosenkrantz gift (1) Rosensparre (2) Oxe (Vester Vallø) |
| (1567-1575) | Peder Bille (Øster Vallø)                                                | Peder Oxe (Vester Vallø)                                                  |
| (1575-1588) | Peder Bille (Øster Vallø)                                                | Mette Olufsdatter Rosenkrantz gift (1) Rosensparre (2) Oxe (Vester Vallø) |
| (1554-1592) | Peder Bille (Øster Vallø)                                                | Oluf Stensen Rosensparre (Vester Vallø)                                   |
| (1592-1602) | Oluf Pedersen Bille (Øster Vallø)                                        | Oluf Stensen Rosensparre (Vester Vallø)                                   |
| (1602-1612) | Peder Pedersen Bille (Øster Vallø)                                       | Oluf Stensen Rosensparre (Vester Vallø)                                   |
| (1612-1615) | Birgitte Olufsdatter Rosenkrantz gift Bille (Øster Vallø)                | Oluf Stensen Rosensparre (Vester Vallø)                                   |
| (1615-1616) | Holger Olufsen Rosenkrantz (Øster Vallø)                                 | Oluf Stensen Rosensparre (Vester Vallø)                                   |
| (1616-1620) | Ellen Marsvin gift Munk (Øster Vallø)                                    | Oluf Stensen Rosensparre (Vester Vallø)                                   |
| (1620-1624) | Kirsten Ludvigsdatter Munk (Øster Vallø)                                 | Oluf Stensen Rosensparre (Vester Vallø)                                   |
| (1624-1639) | Kirsten Ludvigsdatter Munk (Øster Vallø)                                 | Elisabeth Gyldenstjerne gift Rosensparre (Vester Vallø)                   |
| (1639)      | Kirsten Ludvigsdatter Munk (Øster Vallø)                                 | Birgitte Rud gift Skeel (Vester Vallø)                                    |
| (1639-1651) | Kirsten Ludvigsdatter Munk (Øster Vallø)                                 | Christian Albretsen Skeel (Vester Vallø)                                  |
| (1651-1659) | Christian Albretsen Skeel                                                | Christian Albretsen Skeel                                                 |
| (1659-1695) | Otto Christiansen Skeel                                                  | Otto Christiansen Skeel                                                   |
| (1695-1707) | Christian Ottosen Skeel                                                  | Christian Ottosen Skeel                                                   |
| (1707-1708) | Christian Siegfried von Plessen                                          | Christian Siegfried von Plessen                                           |
| (1708-1713) | Frederik 4.                                                              | Frederik 4.                                                               |
| (1713-1730) | Dronning Anne Sophie Reventlow                                           | Dronning Anne Sophie Reventlow                                            |
| (1730)      | Christian 6.                                                             | Christian 6.                                                              |
| (1730-1737) | Dronning Sophie Magdalene Brandenburg-Kulmbach                           | Dronning Sophie Magdalene Brandenburg-Kulmbach                            |
| (1737-)     | Vallø Stift                                                              | Vallø Stift                                                               |

## Galleri
- Inde fra slotsgården.
- Udhugget løvefigur.
- Slotsgaden.
- Vallø Slotskro.
- Set fra slotshaven.